# Алатау (хребет на Урале)
Алата́у (баш. Алатау) — лесистый горный хребет на Южном Урале на территории Ишимбайского и Белорецкого районов Башкортостана.
Хребет Алатау относится к хребтам Башкирского Урала, вытянут меридионально от верховьев рек Урюк до устья реки Большой Шишеняк (приток реки Зилим).
В переводе с башкирского и других тюркских языков название Алатау означает «пёстрые горы».
Длина — 40 км, ширина — до 5 км, высота — 845 м. Выделяются 7 плоских вершин, на юге — одноимённая вершина Алатау высотой 657,4.
Хребет состоит из кварцито-песчаников зильмердакской свиты верхнего рифея.
Ландшафт: у подножия — разнотравье, выше — сосново-берёзовые леса, с высоты 550 м — сосново-широколиственные леса (липа, ильм, дуб). Со второй половины 18 века леса использовались Вознесенским (Иргизлинским) заводом, что привело к изменению их видового состава: на месте хвойных лесов сформировались вторичные осиновые и берёзовые леса.
Его пересекает дорога Макарово — Кулгунино (участок Р316).